# Trichophaeopsis bicuspis
Trichophaeopsis bicuspis är en svampart som först beskrevs av Jean Louis Emile Boudier, och fick sitt nu gällande namn av Korf & Erb 1972. Trichophaeopsis bicuspis ingår i släktet Trichophaeopsis och familjen Pyronemataceae.  Artens status i Sverige är: Ej påträffad. Inga underarter finns listade i Catalogue of Life.